# Абинадер, Луис
Луис Родольфо Абинадер Корона (исп. Luis Rodolfo Abinader Corona; род. 12 июля 1967, Санто-Доминго) — доминиканский политический деятель. Президент Доминиканской Республики с 16 августа 2020 года.

## Биография

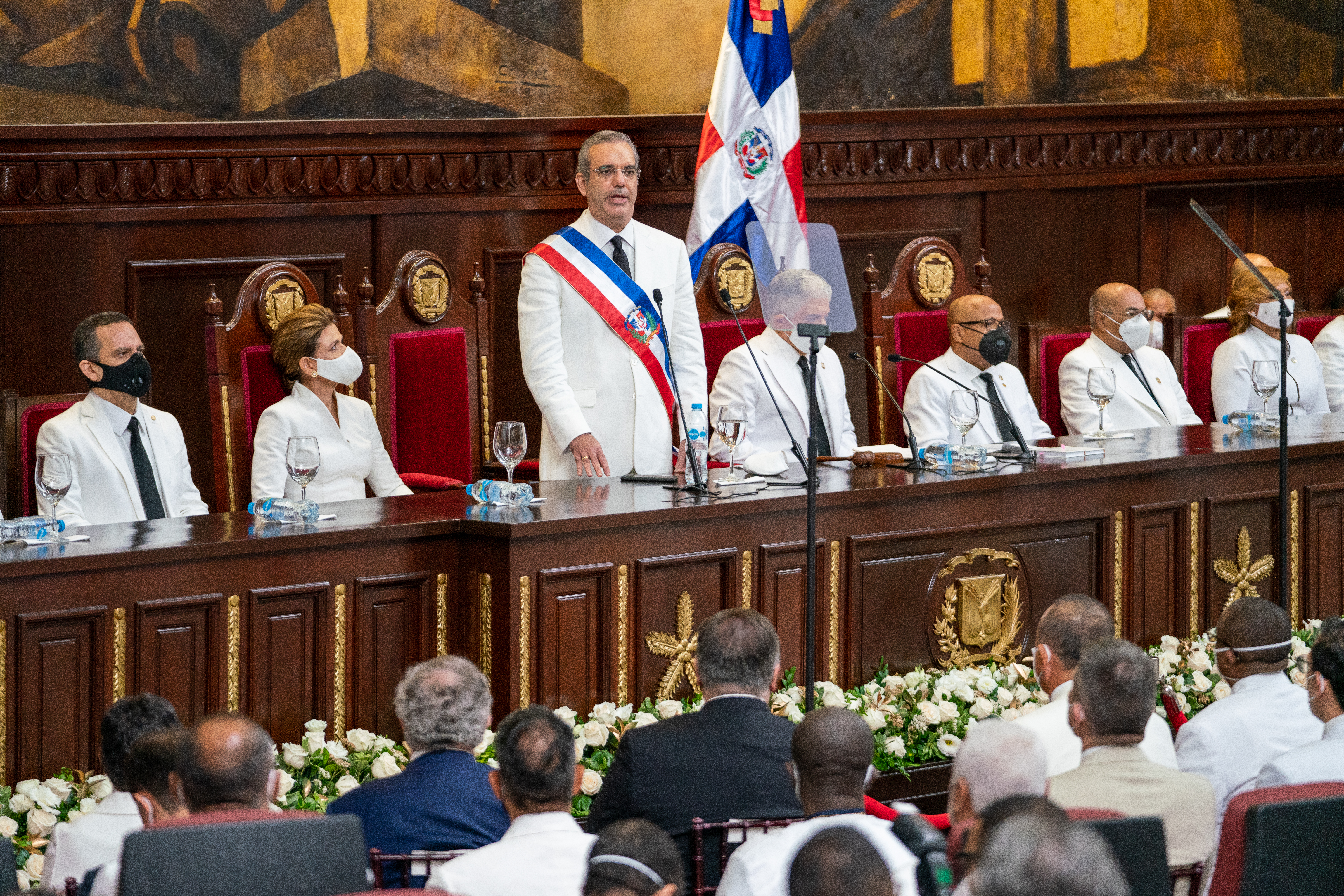
Церемония инаугурации Луиса Абинадера

Родился 12 июля 1967 года в семье матери испанско-канарского происхождения и отца-политика, сына ливанского иммигранта, в столице Доминиканской Республики — Санто-Доминго.
В 2005 году был избран заместителем председателя левоцентристской Доминиканской революционной партии. В 2012 году на президентских выборах баллотировался от неё в вице-президенты республики. Выдвигался в президенты от отколовшейся от ДРП Современной революционной партии на выборах 2016 и 2020 года. Одним из его консультантов при этом был Руди Джулиани.

### Образование
Получил степень по экономике в Технологическом институте Санто-Доминго. Окончил аспирантуру по управлению проектами в Институте Артура Д. Литтла (ныне Международная школа бизнеса Хальта) в Кембридже, штат Массачусетс, США. Изучал корпоративные финансы и финансовый инжиниринг в Гарвардском университете и продвинутый менеджмент в Дартмутском колледже в Нью-Гемпшире.